# Shaft: El retorn
Shaft: El retorn (títol original: Shaft, the return) és una pel·lícula estatunidenca d'acció dirigida per John Singleton, estrenada el 2000. Ha estat doblada al català. Es tracta del quart film dedicat a John Shaft, el primer va ser Shaft dirigida l'any 1971 per Gordon Parks.

## Argument
Una nit, en un bar de Manhattan, l'inspector J. P Shaft (nebot de John Shaft), policia negre de mètodes poc ortodoxos, rep una trucada després d'una agressió racista. Minuts després d'arribar al lloc del crim, la víctima - l'estudiant negre Trey Howard - mor d'un traumatisme cranià. La cambrera Diane Palmieri, únic testimoni ocular del drama, assenyala discretament a Shaft el culpable: Walter Wade Jr., fill d'un ric promotor immobiliari que invoca amb altivesa la legítima defensa i desafia obertament el policia. Shaft deté Wade, però el seu advocat obté l'alliberament immediat, mitjançant una important fiança.

## Repartiment
- Samuel L. Jackson: J. P. Shaft
- Vanessa Lynn Williams: Carmen Vasquez
- Jeffrey Wright: Peoples Hernandez
- Christian Bale: Walter Wade Jr.
- Dan Hedaya: inspector Jack Roselli
- Toni Collette: Diane Palmieri
- Richard Roundtree: oncle John Shaft
- Pat Hingle: el jutge Dennis Bradford
- Mekhi Phifer: Trey Howard
- John Singleton: el policia amb la tassa de te (no surt als crèdits)
- Gordon Parks: Mr. P (no surt als crèdits)
- Busta Rhymes: Rasaan
- Ruben Santiago -Hudson: Jimmy Groves
- Josef Sommer: Curt Flemming
- Lynne Thigpen: Carla Howard
- Sonja Sohn: Alice
- Richard Cocchiaro: Frank Palmieri
- Ron Castellano: Mike Palmieri
- Philip Bosco: Walter Wade, Sr.
- Lee Tergesen: Luger
- Daniel von Bargen: tinent Kearney

## Producció

### Gènesi i desenvolupament
El director John Singleton desitja inicialment que el personatge principal sigui el fill de John Shaft i que pare i fill treballin junts. Això no obstant no agrada a l'estudi. Scott Rudin demana que el personatge original sigui l'oncle John Shaft i que la seva presència no es redueixi  a una petita participació.

### Repartiment dels papers
Mentre que John Singleton volia Don Cheadle per al paper del títol, el productor Scott Rudin insisteix en un actor més conegut. Mentre que Wesley Snipes i Will Smith han considerat, el paper torna finalment a Samuel L. Jackson. Encarna el nebot del personatge de John Shaft, encarnat antany per Richard Roundtree. El director John Singleton declara:
| « | Fins aleshores, només teníem un heroi afroamericà: Sidney Poitier. L'entrada en escena de Richard Roundtree ens va fer l'efecte d'un electroxoc. Des de llavors, tothom va voler imitar-lo. Avui, molt pocs actors són capaços d'interpretar aquest tipus de personatge. Sam Jackson domina el paper. Shaft és un personatge eminentment contemporani que evoluciona amb una suprema facilitat entre diversos mons. És troba tan còmode en els baixos fons de Nova York com a les discoteques chics de Manhattan. És així com el paper va ser concebut a l'origen, i és així com Sam el fa. | » |

John Leguizamo és inicialment escollit per encarnar Peoples Hernandez. Prefereix no obstant això comprometre's amb Moulin Rouge. El paper torna llavors a Jeffrey Wright.
Richard Roundtree, que interpretava John Shaft als primers tres episodis i la sèrie de televisió, té aquí el mateix paper, convertit en l'oncle John de Samuel L. Jackson. D'altra banda, Gordon Parks, director dels dos primers films, fa una aparició en el paper de l'amo del Lenox Lounge on va Shaft per trobar els seus amics. Es troba igualment Isaac Hayes, qua fa un cameo. Durant el film, es pot sentir diverses vegades el seu Theme from Shaft que ha compost per a Les nits roges de Harlem (1971).

### Rodatge
El rodatge té lloc de setembre de 1999 a març de 2000. Té lloc a Nova York, sobretot a Brooklyn (Gerritsen Beach, Sheepshead Bay, Navy Yard), a Manhattan (Lenox Lounge a Harlem, Chelsea), a Queens (College Punt). Algunes escenes s'han rodat a Nova Jersey, sobretot a Jersey City i Newark.

### Picades d'ull
A una escena, Samuel L. Jackson pronuncia la frase « This is some repugnant shit «, que pronunciava també a Pulp Ficció (1994) i Jackie Brown (1997), dos films de Quentin Tarantino.

### Continuació
El director John Singleton preveia una continuació a la qual Shaft s'enfrontaria a traficants de droga a Jamaica. No obstant això, degut als resultats decebedors del film al box-office, el projecte no es concretarà. No obstant això, l'any 2019, el personatge torna a Shaft. Tres « generacions » de Shaft s'hi creuaran, interpretats per Jessie Usher, Richard Roundtree i Samuel L. Jackson.